# داربی استنچفیلد
داربی استنچفیلد (انگلیسی: Darby Stanchfield؛ زادهٔ ۲۹ آوریل ۱۹۷۱) یک هنرپیشه اهل ایالات متحده آمریکا است. وی از سال ۲۰۰۰ میلادی تاکنون مشغول فعالیت بوده است.

## گزیدهٔ آثار

### تلویزیون
- ان‌سی‌آی‌اس (۲۰۱۲–۲۰۰۶)
- مهره سوخته (۲۰۱۱)
- سی‌اس‌آی: میامی (۲۰۱۱)
- آشنایی با مادر (۲۰۱۰)
- منتالیست (۲۰۰۹)
- درمانگاه خصوصی (۲۰۰۸)
- مد من (۲۰۰۸–۲۰۰۷)
- پیشخدمت (۲۰۰۷)
- استخوان‌ها (۲۰۰۷)
- جریکو (۲۰۰۷–۲۰۰۶)
- ۲۴ (۲۰۰۵)
- مانک (۲۰۰۳)
- آنجل (۲۰۰۱)
- دختر ستاره ای (۲۰۲۰)